# 武田さち子
武田 さち子（たけだ さちこ、1958年 - ）は、日本の教育評論家。ウェブサイト「日本の子どもたち」主催。

## 概要
東京都生まれ。東京都立東大和高等学校、東海大学文学部日本文学科卒業。
全国柔道事故被害者の会アドバイザー、子どもの人権研究会会員、元足立区いじめに関する調査委員会委員、元長崎市学校問題外部調査委員会委員、元世界子ども通信「プラッサ」編集員、元三多摩「学校・職場のいじめホットライン」実行委員。
学校でいじめが発生した場合に行われている「仲直りの会」という解決策を批判している。これはいじめが発生した場合に握手をさせるというものであるが、これは短時間で解決させようとする形式的なものに過ぎないとする。握手の会が行われても被害者はその後もいじめられるようになるとする。そして学校は握手の会を行うことでいじめに対応したということにして、大人が安心しているだけであるとする。
2020年に神戸市で教員間のいじめが発覚した際には、これは特異な例ではないとした。武田さち子は1997年より10年間いじめの電話相談活動に携わってきた際に、教員がいじめの被害者となっている例も多く見てきた。教員が生きてきた価値観というのは閉鎖的でいじめが起きやすいとする。

## 著書
- あなたは子どもの心と命を守れますか! ISBN 978-4872901795
- わが子をいじめから守る10カ条 ISBN 978-4872903034
- 子どもとまなぶいじめ・暴力克服プログラム ISBN 978-4772610957
- 保育事故を繰り返さないために ISBN  978-4871540940

## 共著
- 「指導死」 ISBN 978-4874985137